# امنیت از لحاظ نظریه اطلاعات
یک سیستم رمز در صورتی امن از لحاظ نظریه اطلاعات گفته می‌شود که امنیت آن صرفاً از نظریه اطلاعات به دست آید. بنابراین در صورتی که حتی حمله‌کننده قدرت محاسباتی بی‌نهایت داشته باشد، هم چنان امن است. حمله‌کننده اطلاعات کافی برای نقض امنیت را ندارد. کارایی یک الگوریتم یا پروتکل رمزنگاری که دارای امنیت بر اساس نظریه اطلاعات است، به فرضیات اثبات نشده در مورد سختی‌های محاسباتی بستگی ندارد و چنین الگوریتمی به پیشرفت محاسبات در آینده وابسته نیست. پد یک‌بار مصرف مثالی از این سیستم است.
یک مورد خاص و جالب توجه امنیت مطلق است: یک الگوریتم رمزنگاری در صورتی به صورت مطلق امن است که متن رمزشده بدون داشتن کلید هیچ اطلاعاتی را در مورد متن رمزنشده فاش نکند. اگر E تابع دارای امنیت مطلق باشد، برای هر پیام ثابت m باید حداقل یک کلید مانند {\displaystyle c=E_{k}(m)} برای هر متن رمزشده c وجود داشته باشد. هم چنین نظریه ضعیف تری در مورد امنیت وجود دارد که توسط ای. وینر ارائه شده‌است و اخیراً  توسط بسیاری از افراد در زمینه تئوری اطلاعات مورد استفاده قرار گرفته.
در مورد یک سیستم رمز، به دست آوردن بخشی از اطلاعات رایج است اما با این وجود خصوصیات امنیتی خود را حتی در مقابل حمله‌کننده‌ای که منابع محاسباتی نامحدود دارد، حفظ می‌کند. چنین سیستم رمزی دارای امنیت از لحاظ نظریه اطلاعات است اما دارای امنیت مطلق نیست. معنای دقیق امنیت به سیستم رمز بستگی دارد.
اعمال رمزنویسی مختلفی وجود دارد که امنیت از نظر نظریه اطلاعات برای آن‌ها یک نیاز اساسی و مفید محسوب می‌شود. برخی از آن‌ها عبارتند از:
1. طرح‌های اشتراک راز مانند شمیر از لحاظ نظری امن هستند و به علاوه دارای امنیت مطلق هستند. به‌طوری‌که کمتر از تعداد کل تسهیمات رمز لازم، هیچ اطلاعاتی را در مورد رمز فراهم نمی کند.
2. در حالت کلی تر پروتکل‌های محاسبه امنیت چندگانه اغلب دارای امنیت از لحاظ اطلاعات نظری هستند.
3. بازیابی اطلاعات محرمانه با پایگاه داده‌های چندگانه می‌تواند با محرمانگی از لحاظ نظریه اطلاعات برای پرسش کاربر حاصل شود.
4. تقلیل بین اعمال رمزنویسی معمولاً می‌تواند به صورت نظریه اطلاعات حاصل شود. چنین ساده سازی‌هایی از یک دیدگاه تئوری مهم هستند، چرا که {\displaystyle \Pi } اولیه می‌تواند در صورت فهمیده شدن {\displaystyle \Pi '} اولیه فهمیده شود.
5. رمزنگاری متقارن می‌تواند در قالب نظریه اطلاعات به صورت امنیت انتروپیک ساخته شود که در آن حمله‌کننده تقریباً چیزی در مورد پیام ارسالی نمی داند. در اینجا هدف پنهان کردن کلیه توابع مربوط به متن رمزنشده است تا اینکه در مورد کل اطلاعات مربوط به آن باشد.
6. رمزنویسی کمی بخش قابل توجهی از رمزنویسی از لحاظ نظریه اطلاعات است.

## امنیت غیرمشروط
امنیت از لحاظ نظریه اطلاعات و امنیت غیرمشروط اغلب به جای هم به کار می روند. هرچند اصطلاح امنیت غیرمشروط هم چنین می‌تواند درباره سیستم‌هایی که به فرضیات اثبات نشده سختی‌های محاسباتی بستگی ندارند به کار برده شود. امروزه این سیستم‌ها اغلب مشابه با سیستم‌های دارای امنیت از لحاظ نظریه اطلاعات می‌باشند. الگوریتم آراس‌ای حتی اگر دارای امنیت غیرمشروط شناخته شود اما هرگز امن از لحاظ نظریه اطلاعات در نظر گرفته نمی شود.